# Calovino József
Calovino József (Pozsony, 1760. december 8. – Pozsony, 1804. december 24.) kanonok.

## Élete
Pozsonyi kanonok és az esztergomi herczeg-primás könyvtárnoka volt. Egyetlen, kéziratban fennmaradt munkáját az Országos Széchényi Könyvtár őrzi.
Kézirati munkája: Recensio generalis et specialis actorum diaetalium in XLVII manuscriptis voluminibus. (ívrét 1262 lap.)